# Antiche unità di misura del circondario di Napoli
Prima dell'unificazione d'Italia, nel Regno delle Due Sicilie erano in vigore sistemi di unità di misura non metrici, distinti a seconda dell'ambito territoriale. Le misure riportate di seguito si riferiscono alla zona di Napoli.
Nota: in neretto sono riportate le misure legali, in chiaro i multipli e sottomultipli da esse ricavabili.

## Misure di lunghezza
- In vigore prima del 1840, con decreto del 1480, ossia prima della scoperta dell'America:

| la misura d'uso denominata              | si può suddividere in | e corrisponde a |
| --------------------------------------- | --------------------- | --------------- |
| 1 miglio (da 60 al grado)               | 100 catene            | 1845,69 m       |
| 1 catena                                | 10 passi itinerari    | 18,4569 m       |
| 1 pertica                               | 10 palmi              | 2,63670 m       |
| 1 canna                                 | 8 palmi               | 2,10936 m       |
| 1 pertica agrimensoria o passo da terra | 7 palmi 1/3           | 1,85448 m       |
| 1 passo itinerario                      | 7 palmi               | 1,84569 m       |
| 1 palmo                                 | 12 once               | 0,263670 m      |
| 1 oncia                                 | 5 minuti              | 0,021972 m      |
| 1 minuto                                | –                     | 0,004394 m      |

- In vigore con decreto del 1840:

| la misura d'uso denominata | si può suddividere in | e corrisponde a |
| -------------------------- | --------------------- | --------------- |
| 1 miglio (da 60 al grado)  | 700 canne             | 1851,8519 m     |
| 1 canna                    | 10 palmi              | 2,645503 m      |
| 1 palmo                    | (decimali)            | 0,264550 m      |

## Misure di superficie
- In vigore prima del 1840:

| la misura d'uso denominata | si può suddividere in | e corrisponde a |
| -------------------------- | --------------------- | --------------- |
| 1 moggio                   | 10 quarte             | 3364,860000 m2  |
| 1 quarta                   | 9 none                | 336,486000 m2   |
| 1 nona                     | –                     | 37,38733 m2     |

- In vigore a partire dal 1840:

| la misura d'uso denominata | si può suddividere in | e corrisponde a |
| -------------------------- | --------------------- | --------------- |
| 1 moggio legale            | 10 decime             | 699,8684 m2     |
| 1 decima                   | 10 canne quadre       | 69,98684 m2     |
| 1 canna quadra             | 100 palmi quadri      | 6,998684 m2     |
| 1 palmo quadrato           | (decimali)            | 0,069987 m2     |

## Misure di volume
| la misura d'uso denominata | si può suddividere in | e corrisponde a |
| -------------------------- | --------------------- | --------------- |
| 1 canna cuba               | 1000 palmi cubi       | 18,515 m3       |
| 1 palmo cubo               | –                     | 0,018515 m3     |

## Misure di capacità per i solidi
- In vigore prima del 1840:

| la misura d'uso denominata | si può suddividere in | e corrisponde a |
| -------------------------- | --------------------- | --------------- |
| 1 tomolo                   | 3 palmi cubi          | 55,3189 L       |
| 1 palmo cubo               | –                     | 18,4396 L       |

- In vigore a partire dal 1840:

| la misura d'uso denominata | si può suddividere in | e corrisponde a |
| -------------------------- | --------------------- | --------------- |
| 1 tomolo                   | 2 mezzette            | 55,545113 L     |
| 1 mezzetta                 | 2 quarte              | 27,772557 L     |
| 1 quarta                   | 6 misure              | 4,628759 L      |

## Misure di capacità per i liquidi
| la misura d'uso denominata | si può suddividere in | e corrisponde a |
| -------------------------- | --------------------- | --------------- |
| 1 botte                    | 12 barili             | 523,50036 L     |
| 1 barile                   | 60 caraffe            | 43,625030 L     |
| 1 caraffa d'once 23,143    | –                     | 0,727084 L      |

- Misura per l'olio abolita nel 1840:

| la misura d'uso denominata | si può suddividere in | e corrisponde a |
| -------------------------- | --------------------- | --------------- |
| 1 stajo di rotoli 10 1/3   | 16 quarti             | 10,081100 L     |
| 1 quarto                   | 6 misurelle           | 0,630069 L      |
| 1 misurella                | –                     | 0,105011 L      |

## Pesi
| la misura d'uso denominata | si può suddividere in       | e corrisponde a |
| -------------------------- | --------------------------- | --------------- |
| 1 cantaro                  | 100 rotoli                  | 89,0997 kg      |
| 1 rotolo                   | 1000 trappesi o 33 1/3 once | 0,890997 kg     |
| 1 libbra                   | 12 once                     | 0,320759 kg     |
| 1 oncia                    | 30 trappesi                 | 0,026730 kg     |
| 1 trappeso                 | –                           | 0,890997 g      |

- Misura abolita nel 1840:

| la misura d'uso denominata | si può suddividere in  | e corrisponde a |
| -------------------------- | ---------------------- | --------------- |
| 1 cantaro piccolo          | 100 libbre o 36 rotoli | 32,0759 kg      |

- Per gli orefici:

| la misura d'uso denominata | si può suddividere in | e corrisponde a |
| -------------------------- | --------------------- | --------------- |
| 1 oncia                    | 30 trappesi           | 0,026730 kg     |
| 1 trappeso                 | 20 acini              | 0,890997 g      |
| 1 acino                    | –                     | 0,044550 g      |

- Per i gioiellieri:

| la misura d'uso denominata | si può suddividere in | e corrisponde a |
| -------------------------- | --------------------- | --------------- |
| 1 oncia                    | 130 carati            | 0,026730 kg     |
| 1 carato                   | 4 grani               | 0,205615 g      |
| 1 grano                    | 16 sedicesimi         | 0,051404 g      |
| 1 sedicesimo               | –                     | 0,03213 g       |

- Per i farmacisti:

| la misura d'uso denominata | si può suddividere in | e corrisponde a |
| -------------------------- | --------------------- | --------------- |
| 1 oncia                    | 10 dramme             | 0,026730 kg     |
| 1 dramma                   | 3 scrupoli            | 2,67230 g       |
| 1 scrupolo                 | 2 oboli               | 0,890997 g      |
| 1 obolo                    | 10 acini              | 0,445499 g      |
| 1 acino                    | –                     | 0,044550 g      |